# Hjo landskommun
Hjo landskommun var en tidigare kommun i Skaraborgs län. 

## Administrativ historik
Kommunen inrättades i Hjo socken i Kåkinds härad i Västergötland när 1862 års kommunalförordningar trädde i kraft den 1 januari 1863. 
Vid kommunreformen 1952 uppgick området i Hjo stad som 1971 ombildades till Hjo kommun. 

## Politik

### Mandatfördelning i valen 1942-1946
| 5 | 10 |

| 15 |

| 4 | 7 | 4 |

| 15 |